# Ochrosia mulsantii
Ochrosia mulsantii là một loài thực vật có hoa trong họ La bố ma. Loài này được Montrouz. mô tả khoa học đầu tiên năm 1860.